# اوگاو
اوگاو (به صربی: Ugao) یک منطقهٔ مسکونی در صربستان است که در سینیتسا واقع شده‌است. اوگاو ۲۷٫۶۴ کیلومتر مربع مساحت و ۵۴۵ نفر جمعیت دارد و ۱٬۲۶۹ متر بالاتر از سطح دریا واقع شده‌است.